# Karen Strong-Hearth
Karen Ann Strong-Hearth (nascida em 23 de setembro de 1953) é uma ex-ciclista canadense. Ela representou o Canadá nos Jogos Olímpicos de Verão de 1984, em Los Angeles.